# Армстронг, Дэвид (футболист)
Дэвид Армстронг (англ. David Armstrong; 26 декабря 1954, Дарем — 21 августа 2022) — английский футболист, играл на позиции атакующего полузащитника.

## Биография

### Клубная карьера
Армстронг в возрасте 17 лет присоединился к «Мидлсбро», за который дебютировал 3 апреля 1972 года в матче с Второго дивизиона с «Блэкпулом» — «Боро» проиграл матч со счётом 3:1. В том сезоне он подписал с «Боро» двухлетний контракт. В 1974 году «Боро» пробились в Первый дивизион и Армстронг был частью команды, в составе которой суммарно играл в течение 10 сезонов. Армстронг сыграл за «Боро» с 1973 по 1980 год 305 матчей подряд в двух лигах, что является клубным рекордом. С учётом матчей в Кубке Англии и Кубке Английской лиги всего было 365 матчей. Всего за «Боро» во всех турнирах Армстронг сыграл 428 матчей.
В августе 1981 года был продан в «Саутгемптон» за 600 000 фунтов стерлингов — сумма трансфера стала рекордной на тот момент в истории клуба. По итогам сезона 1983/84 «святые» стали вице-чемпионами Англии, отстав от «Ливерпуля» ставшего чемпионом на 3 очка. Армстронг был удостоин награды Игрок сезона. Всего во всех турнирах Армстронг сыграл за «святых» 272 матча и забил 71 гол.
Завершил карьеру в клубе «Борнмут», в составе которого сыграл 9 матчей.

### Карьера в сборной
На международном уровне играл за молодёжную и основную сборную Англии. За главную сборную Англии сыграл 3 матча.

### Смерть
Скончался 21 августа 2022 года в возрасте 67 лет.